# مارتین گاردنر
مارتین گاردنر (به انگلیسی: Martin Gardner) (زاده ۲۱ اکتبر ۱۹۱۴ – درگذشته ۲۲ مه ۲۰۱۰) نویسنده آمریکایی بود که مقاله‌ها و کتاب‌هایی در توضیح مفاهیم ریاضی و علمی برای خوانندگان غیر متخصص می‌نوشت. او از ۱۹۵۶ تا ۱۹۸۱ ستون «تفریحات ریاضی» را در مجله ساینتیفیک آمریکن می‌نوشت. برخی از کتاب‌های او به فارسی ترجمه شده‌است.